# TRIBUTE TO TRICERATOPS
『TRIBUTE TO TRICERATOPS』（トリビュート・トゥ・トライセラトップス）は、日本のバンド・TRICERATOPSのトリビュート・アルバム。2020年12月30日に協同プロモーションより発売された。

## リリース・音楽性
通常盤のみの1形態で発売。見開き紙ジャケット仕様で、参加アーティストのコメント入りブックレットが付属している。
TRICERATOPS初となるトリビュート・アルバム。奥田民生、GRAPEVINE、LOVE PSYCHEDELICO、スキマスイッチ、Base Ball Bear、 OKAMOTO'S、UNISON SQUARE GARDEN、山崎まさよし、仲井戸麗市、KAN、桜井和寿 (Mr.Children) の全11組のアーティストが参加しているほか、ボーナス・トラックが収録されている。
本作のアートディレクターはAsyl（佐藤直樹+菊地昌隆）が担当。
2021年3月8日、本作のダウンロード・サブスクリプション配信がスタート。ただし、ボーナス・トラックに関しては配信が行なれていない。

## 収録曲
- 全作詞・作曲：和田唱 / プロデュース：永島智之

1. ロケットに乗って / 奥田民生 [5:07]
  - 編曲：奥田民生

3rdシングル。
2. 2020 / GRAPEVINE [4:15]
  - 編曲・プロデュース：GRAPEVINE

15thシングル。
3. New Lover / LOVE PSYCHEDELICO [4:08]
  - 編曲・プロデュース：LOVE PSYCHEDELICO (KUMI, NAOKI)

5thアルバム『DAWN WORLD』収録曲。
4. if / スキマスイッチ [5:50]
  - 編曲・プロデュース：大橋卓弥・常田真太郎

9thシングル。
本楽曲について、大橋は「とにかく原曲が素晴らしいので、それを壊さないようにスキマスイッチらしさを盛り込むためにはどうしたらいいかすごく悩みました」とコメントしている。
5. Raspberry / Base Ball Bear [4:15]
  - 編曲・プロデュース：Base Ball Bear

1stシングル。
本楽曲について、小出祐介は「ずばりテーマはコピバン! もちろん、自分たちなりの味付けしていますが、アレンジの土台は触っておりません! 文化祭のライブに出るようなフレッシュな気持ちと、プロとして楽曲に向き合ってみて改めて感じた畏敬の念をブチ込んだカヴァーとなっております!」とコメントしている。
6. Guatemala / OKAMOTO'S [4:17]
  - 編曲：OKAMOTO'S

7thシングル。
7. 赤いゴーカート / UNISON SQUARE GARDEN [2:39]
  - 編曲：UNISON SQUARE GARDEN

18thシングル。
8. シラフの月 / 山崎まさよし [5:31]
  - 編曲：山崎将義

9thアルバム『MADE IN LOVE』収録曲。
9. New World / 仲井戸 "CHABO" 麗市 [5:21]
  - 編曲：仲井戸 "CHABO" 麗市

4thアルバム『KING OF THE JUNGLE』収録曲。
10. トランスフォーマー / KAN [4:15]
  - 編曲：KAN

21stシングル。
11. ラストバラード / Quattro Formaggi（桜井和寿 + TRICERATOPS） [5:48]
  - 編曲：桜井和寿 / プロデュース：Quattro Formaggi

7thアルバム『THE 7TH VOYAGE OF TRICERATOPS』収録曲。
本作では唯一TRICERATOPSが演奏に参加している楽曲。Quattro Formaggiとしては11thアルバム『SONGS FOR THE STARLIGHT』以来6年半ぶりのユニット再結成となった。
選曲は桜井が「僕が歌って『らしいね』って言われるような音像はどれか考えて」行なった[8]一方、桜井は歌うのが非常に難しかったとも明かしている[9]。また、和田は「完全ゴルゴン先輩色に染まり、新曲に生まれ変わった感じよ!」とコメントしている[10]。
12. Fever（TBS「クリスマスの約束2017」より） / 和田唱 & 小田和正 (BONUS TRACK) [5:08]
  - 編曲：小田和正

6thシングル。
TBS系音楽番組『クリスマスの約束2017』で披露された際の音源。

## 参加ミュージシャン
ロケットに乗って
- 奥田民生：全演奏・歌

2020
- 田中和将：Vocal & Guitar
- 西川弘剛：Guitar
- 亀井亨：Drums
- 金戸覚：Bass
- 高野勲：Keyboards

New Lover
- KUMI：Vocal, Wurlitzer, Chorus
- NAOKI：Guitar, Bass, Mandolin, Bouzouki, Clap
- 富田正彦：Drums

if
- 大橋卓弥：Vocal & Chorus
- 常田真太郎：Rhodes Piano & Synthesizer Programming
- 石成正人：Acoustic & Electric Guitar
- 種子田健：Bass
- 村石雅行：Drums
- 松本智也：Percussion
- 本間将人：Flute
- 田中充：Flugelhorn

Raspberry
- 小出祐介：Vocal & Guitar
- 関根史織：Bass & Chorus
- 堀之内大介：Drums & Chorus

Guatemala
- オカモトショウ：Vocal
- オカモトコウキ：Vocal, Guitars, Keyboards, Mellotron
- ハマ・オカモト：Bass
- オカモトレイジ：Beat Programming

赤いゴーカート
- 斎藤宏介：Vocal + Guitar
- 田淵智也：Bass
- 鈴木貴雄：Drums

シラフの月
- 山崎まさよし：Vocal, Guitar, Piano, Percussions & Programming

New World
- 仲井戸 "CHABO" 麗市：All Instruments, Vocal

トランスフォーマー
- KAN：Data Programming, Chorus & Vocal
- 森下晃：Sound Operation
- 宮崎由加：TransWhisper

ラストバラード
- 桜井“ゴルゴン”和寿：Vocals, Acoustic Guitar, Slide Guitar, Piano, Programing
- 和田“カマンベール”唱：Electric Guitar
- 林“パルミジャーノ”幸治：Bass
- 吉田“チェダー”佳史：Drums

Fever（TBS「クリスマスの約束2017」より）
- 和田唱：Vocal, AG
- 小田和正：Vocal, AG
- 木村万作：Dr
- 有賀啓雄：Bass
- 稲葉政裕：EG
- 栗尾直樹：Key's